# 格朗热尔蒙
格朗热尔蒙（法語：Grangermont，法語發音：[ɡʁɑ̃ʒɛʁmɔ̃]）是法国卢瓦雷省的一个市镇，属于皮蒂维耶区。

## 地理
格朗热尔蒙（48°11'22"N, 2°25'35"E）面积3.93 平方千米，位于法国中央-卢瓦尔河谷大区卢瓦雷省，该省份为法国中北部省份，北起埃松省，西北接厄尔-卢瓦省，西南接卢瓦-谢尔省，南至涅夫勒省和谢尔省，东临约讷省，东北接塞纳-马恩省。
与格朗热尔蒙接壤的市镇（或旧市镇、城区）包括：埃希勒塞、埃松河畔拉讷维尔、埃松河畔翁德勒维尔、皮索、布罗梅耶。

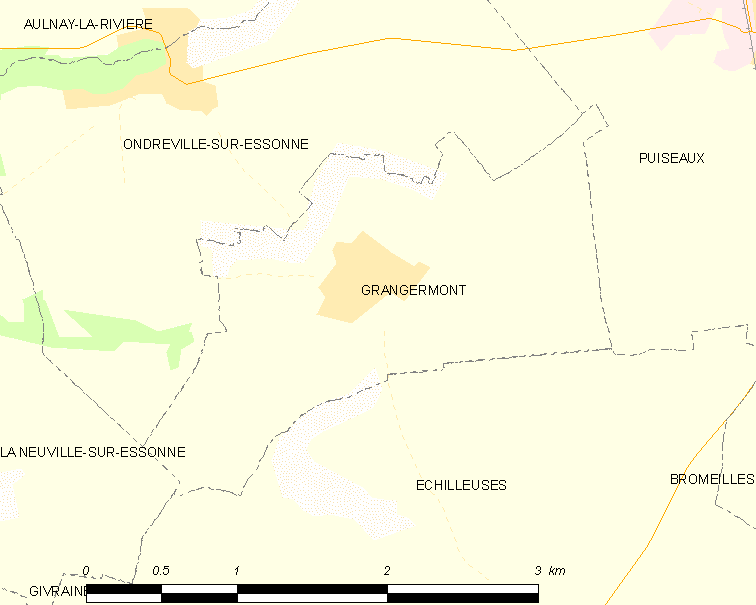
格朗热尔蒙的OSM定位图

格朗热尔蒙的时区为UTC+01:00、UTC+02:00（夏令时）。

## 行政
格朗热尔蒙的邮政编码为45390，INSEE市镇编码为45159。

## 政治
格朗热尔蒙所属的省级选区为勒马勒塞布瓦县。

## 人口

1962-2008年间格朗热尔蒙人口变化图示

格朗热尔蒙于2022年1月1日时的人口数量为177人。